# Mortonagrion martini
Mortonagrion martini – gatunek ważki z rodziny łątkowatych (Coenagrionidae).